# Mademoiselle Fifi (nouvelle)
Pour le recueil contenant cette nouvelle, voir Mademoiselle Fifi (recueil).
 (juin 2023).
- Si vous ne connaissez pas le sujet, laissez ce bandeau (vous pouvez alors contacter les auteurs).
- Si vous supprimez le contenu mis en cause (vous pouvez préalablement contacter les auteurs),

argumentez précisément cette suppression dans la page de discussion
(un manque de référence n'est pas un argument ; une recherche réelle de référence doit avoir été effectuée, être formellement documentée).
 (mars 2024).
Mademoiselle Fifi est une nouvelle de Guy de Maupassant parue en 1882.

## Historique
Mademoiselle Fifi est publiée pour la première fois dans le Gil Blas du 23 mars 1882, puis reprise dans un recueil homonyme.
Dans cette œuvre, Maupassant reprend les thèmes de la guerre et de la prostitution qui ont fait son succès. Il reprend également les thèmes du libertinage, prend parfois des aspects macabres et pose des interrogations sur la mort.

## Thèmes
Mademoiselle Fifi traite, comme plusieurs histoires de Maupassant rédigées après la guerre de 1870, du contraste entre Français et Allemands. Les officiers allemands dépeints dans le roman sont typiques du ressentiment français d’après 1870 envers les Allemands : ce sont tous des brutes teutonnes blonds ou roux portant des barbes et d’énormes moustaches. Pompeux, ils n’ont aucune culture et obéissent aveuglément à n’importe quel ordre.
Violent, immoral, arrogant, prenant plaisir à détruire sans raison les objets de collection et les œuvres d'art inestimables du château qu’il occupe, Fifi lui-même est un condensé des pires stéréotypes touchant aux Prussiens. Par contraste, Rachel, principal personnage français, représente l’honneur français dans la défaite. Bien qu’elle appartienne, en tant que prostituée, à une classe réprouvée de la société, et en tant que juive à une catégorie à l'époque peu estimée (la nouvelle paraît une douzaine d'années seulement avant l'affaire Dreyfus), elle incarne les Français ordinaires résistant à leur manière à l’oppression de leurs vainqueurs allemands.

## Histoire
Des Prussiens ont envahi la France et occupent le château d’Uville. La seule résistance locale à l'occupation est le curé local refusant absolument de faire sonner les cloches de son église.
Le major est le comte de Farlsberg. Il y a le baron de Kelweingstein et trois officiers de moindre grade : un lieutenant, Otto de Grossling ; deux sous-lieutenants, Fritz Scheunaubourg et le marquis Wilhem d’Eyrik, « un tout petit blondin fier et brutal avec les hommes ». Ce dernier est, depuis son entrée en France, surnommé Mademoiselle Fifi par ses camarades en raison de sa taille fine, de sa figure pâle et de l’habitude qu’il avait prise, pour exprimer son souverain mépris des êtres et des choses, d’employer à tout moment la locution française « fi », « fi donc », qu’il prononçait avec un léger sifflement.
Comme ces militaires sont dévorés d’ennui, le marquis Fifi qui prend plaisir à détruire les beautés amassées dans le château, propose souvent de jouer à « mine » : il s’agit d’amasser une poudre explosive dans une théière munie d’une mèche, de déposer le tout dans une pièce pleine d’objets précieux, d’allumer la mèche, de refermer la porte, puis, après explosion, d’aller admirer les débris. 
Un jour, les officiers décident de festoyer dans le château en compagnie de prostituées qu’ils font venir de Rouen. Chacune des prostituées est dévolue à un officier, une juive prénommée Rachel revenant à Fifi.
Fifi adopte un même comportement destructeur avec Rachel, la mordant par ses baisers jusqu’à faire couler du sang. Lorsque Fifi dit que les Prussiens, vainqueurs, se paient les femmes de France, Rachel lui crache au visage que les Prussiens n’auront jamais les femmes de France, seulement les putains. Fifi la gifle avec violence, et avant qu’il récidive, Rachel lui plante un couteau à dessert dans la gorge, le tuant net.
Elle s’enfuit aussitôt, et parvient à échapper aux poursuites avec l’aide du curé du village qui l’installe dans le clocher du village jusqu’au départ des Allemands. Le curé fait sonner le glas pour l'officier mort, pour pouvoir mieux cacher Rachel. Quelque temps après, elle épousera un patriote de bonne famille.

### Commentaires
- Maupassant renouvelle ainsi le motif romantique de la prostituée au grand cœur, rédimée par ses bonnes actions. Cette histoire n'est pas sans rappeler celle de Judith qui accepta pour sauver les siens de coucher avec Holopherne mais l'enivra et profita de son sommeil pour le décapiter.

- L'héroïne de Mademoiselle Fifi se prénomme Rachel comme la prostituée qui dans Bel-Ami ne fait pas payer Georges pour ses prestations. Cette nouvelle met en valeur l'héroïsme d'une fille du peuple qui fait preuve de plus de courage face à l'occupant que la majorité des bourgeois qui ne pensent qu'à leurs intérêts matériels. La nouvelle évoque la répression prussienne à travers la prise d'otages et leur exécution et le sadisme du commandant prussien.
- La résistance héroïque d’une certaine France profonde (en l’occurrence, des paysans illettrés) contre les envahisseurs prussiens est aussi traitée dans la nouvelle de Maupassant Le Père Milon.

## Adaptations

### Au théâtre
- 1902-1903 : Мадмуазель Фифи (en) (Mademoiselle Fifi), opéra en un acte de César Cui (ca. 47 minutes), livret en russe de compositeur d'après la nouvelle de Maupassant et le drame d'Oscar Méténier

### Au cinéma

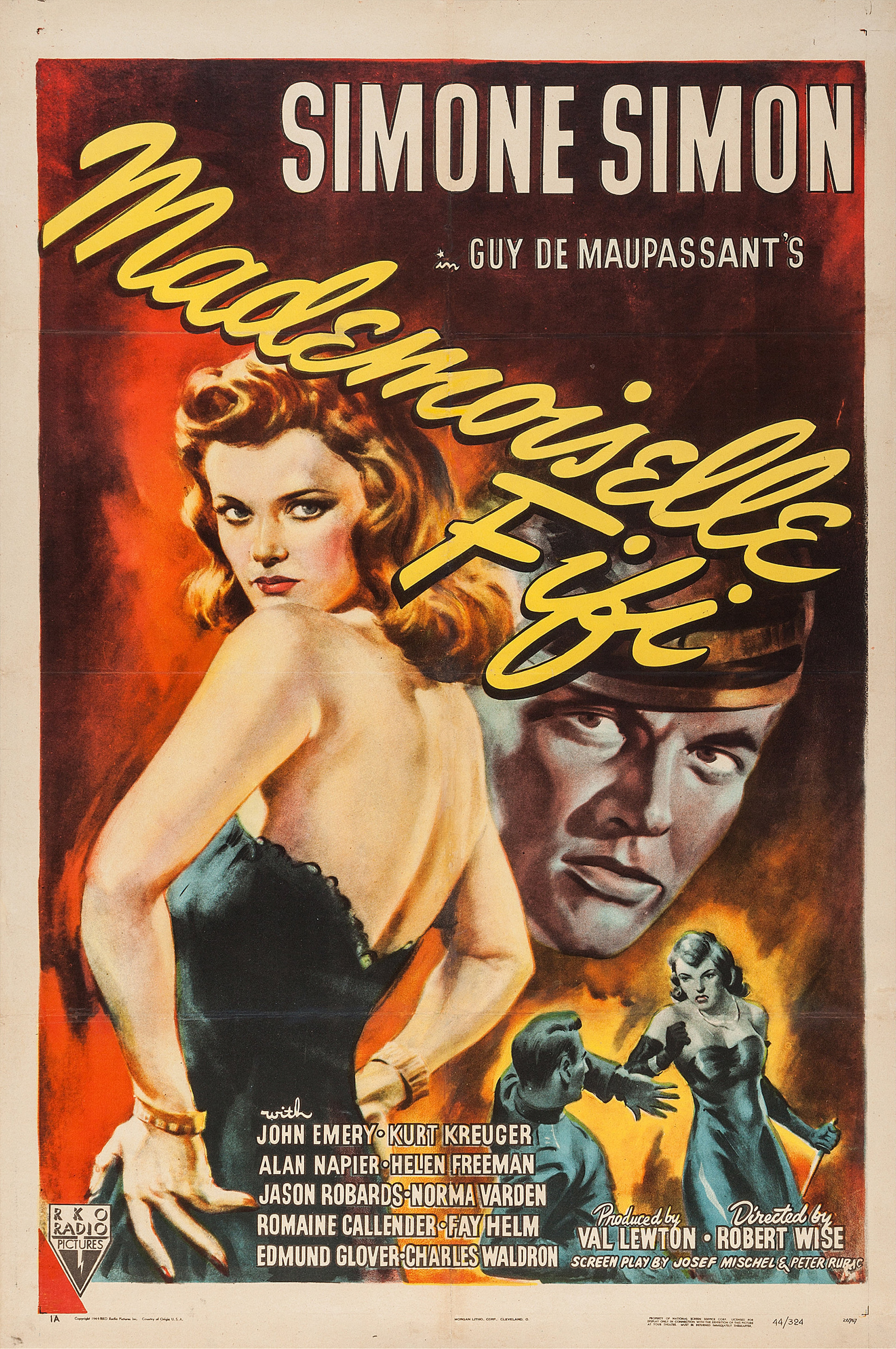
Affiche de Mademoiselle Fifi (1944), film de Robert Wise.

- 1915 : Fille de la Pologne meurtrie, Russie, Alexandre Tchargonine (25 minutes)

L'action est transportée de la France lors de la guerre de 1870, en Pologne lors de la Première Guerre mondiale
- 1944 : Mademoiselle Fifi, États-Unis, Robert Wise (69 minutes)

Les deux nouvelles de Maupassant, Boule de Suif et Mademoiselle Fifi sont enchaînées. Aucune allusion à la prostitution n'y figure, les protagonistes étant devenues des lingères.
- 1945 : Boule de Suif, France, Christian-Jaque (103 minutes)

Comme Wise, Christian-Jaque a mêlé deux nouvelles, Boule de Suif et Mademoiselle Fifi, ce qui a entraîné des modifications importantes de l’intrigue originelle. Après avoir cédé au Prussien à Tôtes, Boule de Suif et les voyageuses se retrouvent au château d’Uville où elles servent de compagnes aux envahisseurs. Boule de Suif poignarde von Eyrik et se réfugie dans le clocher comme Rachel dans la nouvelle.

### À la télévision
- 1949 : Mademoiselle Fifi, États-Unis, TV, S. Rubin
- 1986 : Mademoiselle Fifi, Allemagne, TV, Karl Fruchtmann
- 1992 : Mademoiselle Fifi ou Histoire de rire, France, TV, Claude Santelli (89 minutes).

Claude Santelli fait incarner Fifi par un acteur brun, Yves Lambrecht, tout comme Christian-Jaque avait confié ce rôle à Louis Salou.

### Livre lu
- Mademoiselle Fifi est également lu par Bernadette Lafont pour les éditions Thélème.

## Édition française
- Mademoiselle Fifi, Maupassant, contes et nouvelles, texte établi et annoté par Louis Forestier, Bibliothèque de la Pléiade, éditions Gallimard, 1974  (ISBN 978 2 07 010805 3).